# Symmetropleura africana
Symmetropleura africana är en insektsart som beskrevs av Brunner von Wattenwyl 1878. Symmetropleura africana ingår i släktet Symmetropleura och familjen vårtbitare. Inga underarter finns listade i Catalogue of Life.